# Volet de bord de atac
Voleții de bord de atac sunt dispozitive de hipersustentație și au fost dezvoltați pentru prima dată în 1919, de către Handley-Page; patentarea acestei invenții a reprezentat una dintre sursele lor majore de venituri în anii '20 ai secolului trecut.

Designul original prevedea un dispozitiv fix de tip fanta poziționat în față aripii, acest design fiind utilizat în cazul unora dintre avioanele cu “decolare și aterizare scurtă”. 
Acest design a fost utilizat și în cazul câtorva avioane construite pentru competiții, unele dintre aceste avioane reușind să câștige câteva curse cât și să stabilească noi recorduri.
În timpul celui de-al Doilea Război Mondial, avioanele germane erau în mod uzual echipate cu variante mai avansate de voleți de bord de atac, acești voleți deplasându-se spre înapoi spre a deveni conformi cu aripa sub influență presiunii aerului și extinzându-se (sub acțiunea unor arcuri) odată ce presiunea aerului descreștea (scăderea vitezei).
Totuși, cel mai faimos volet utilizat în acea perioadă, era acela folosit pe avionul german Fieseler Fi 156 Storch. Designul acestuia era oarecum similar celora folosite de către voleții mobili, dar fiind totuși un volet fix, neretractabil (între voleți și bordurile de atac se creau astfel fante ce aveau rolul de a dirija un flux secundar de aer peste bordul de atac al aripii și a preîntâmpina curgerea turbionară a fileurilor de aer la unghiuri de atac mai mari, asigurând astfel curgerea laminară a aerului pe o plajă mai mare de unghiuri de atac). 
Acest tip de aripa cu fante, permitea decolarea (cu vânt ușor de față) în mai puțin de 45 de metri iar aterizarea se făcea în cca. 18 m, totul datorită portanței superioare create de acest tip de aripa (acest tip de aripa se poate folosi cu succes doar la aeronavele mici, deoarece voletul de tip fanta induce o rezistență la înaintare considerabilă la viteze mari, ceea ce generează la rândul ei diverse alte neplăceri: necesitatea unui motor mai puternic, consum mai ridicat de combustibil, costuri etc).
În perioada de după cel de-al Doilea Război Mondial, voleții dezvoltați au fost în general cu acționare electrică sau hidraulică, permițând dezvoltarea unor aripi mult mai complexe și mai eficiente, aripi care se găsesc instalate  în mod curent pe avioanele comerciale din zilele noastre. 
Astăzi, voleții de bord de atac reprezintă doar unul dintre sistemele de hipersustentație utilizate de către avioane, un alt sistem foarte utilizat fiind flapsurile-voleți de bord de fugă.

## Voleți de bord de atac

Tipuri de extensii utilizate în construcția aripilor

Un volet de bord de atac al unei aripi, reprezinta o extensie spre în față a suprafeței unei aripi.
Motivul principal pentru care o astfel de extensie este adăugată aripii unui avion, este cel de a îmbunătăți temporar portanța aripii când aceasta se află la unghiuri mari de incidența sau când avionul evoluează la viteze mici apropiate de viteza de înfundare, lucru esențial pentru a evita angajarea în picaj necontrolat al avionului.
Există diverse tipuri de extensii, unele reprezentând strict o extensie de tip volet de bord de atac, sau o extensie limitată a aripii în zona de încastrare, pe când în alte cazuri (în special în cazul avioanelor de vânătoare, supersonice sau tip aripa zburătoare) aceste extensii se întind pe suprafețe mult mai mari, ajungând uneori până în zona carlingii sau chiar al botului avionului.

## Tipuri de extensii

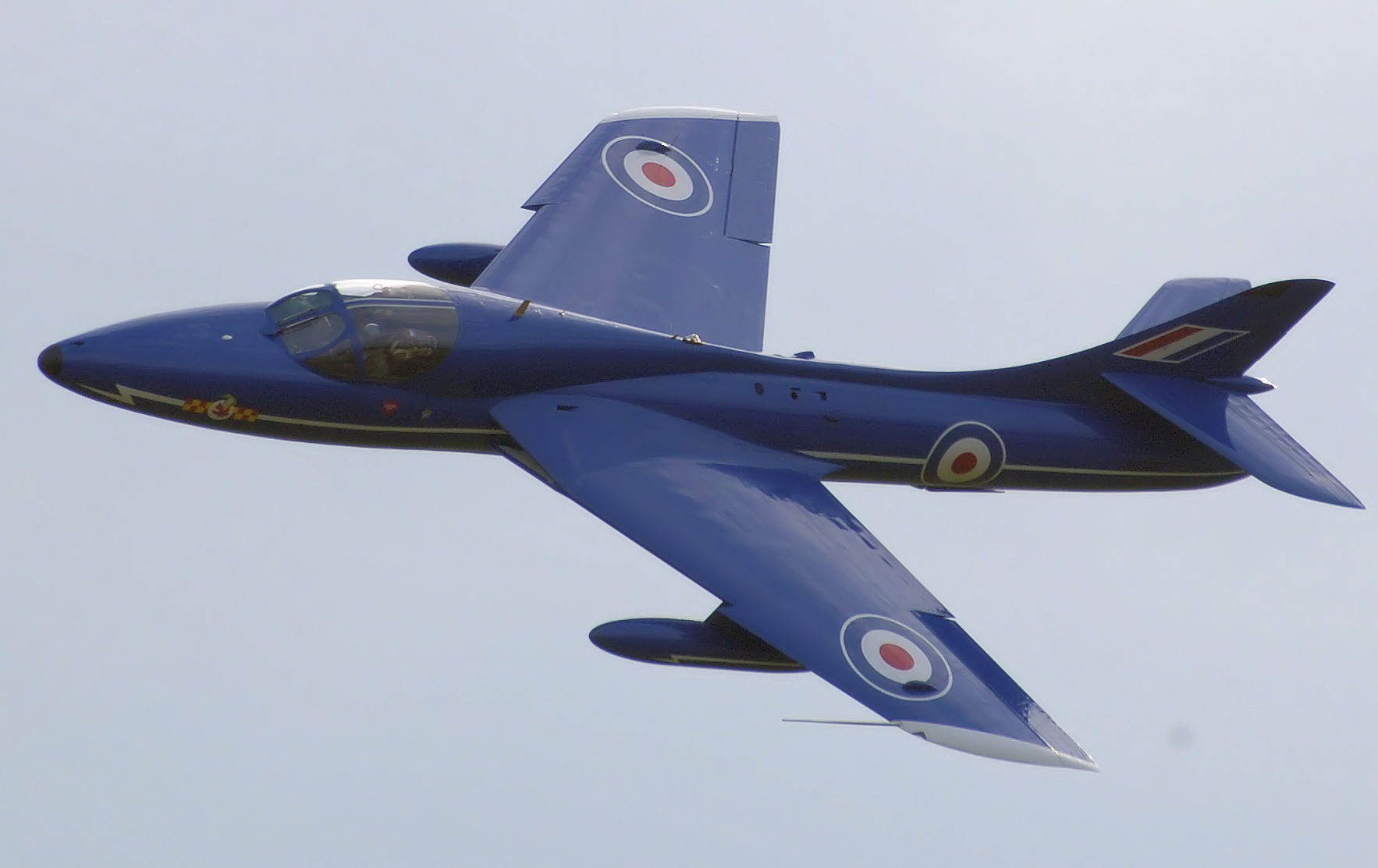
“Dinte de caine” la Hawker Hunter

### Volet de bord de atac
Voletul de bord de atac poate fi mobil sau fix, în funcție de designul aripii, complexitatea avionului cât și funcție de dimensiunile acestuia.

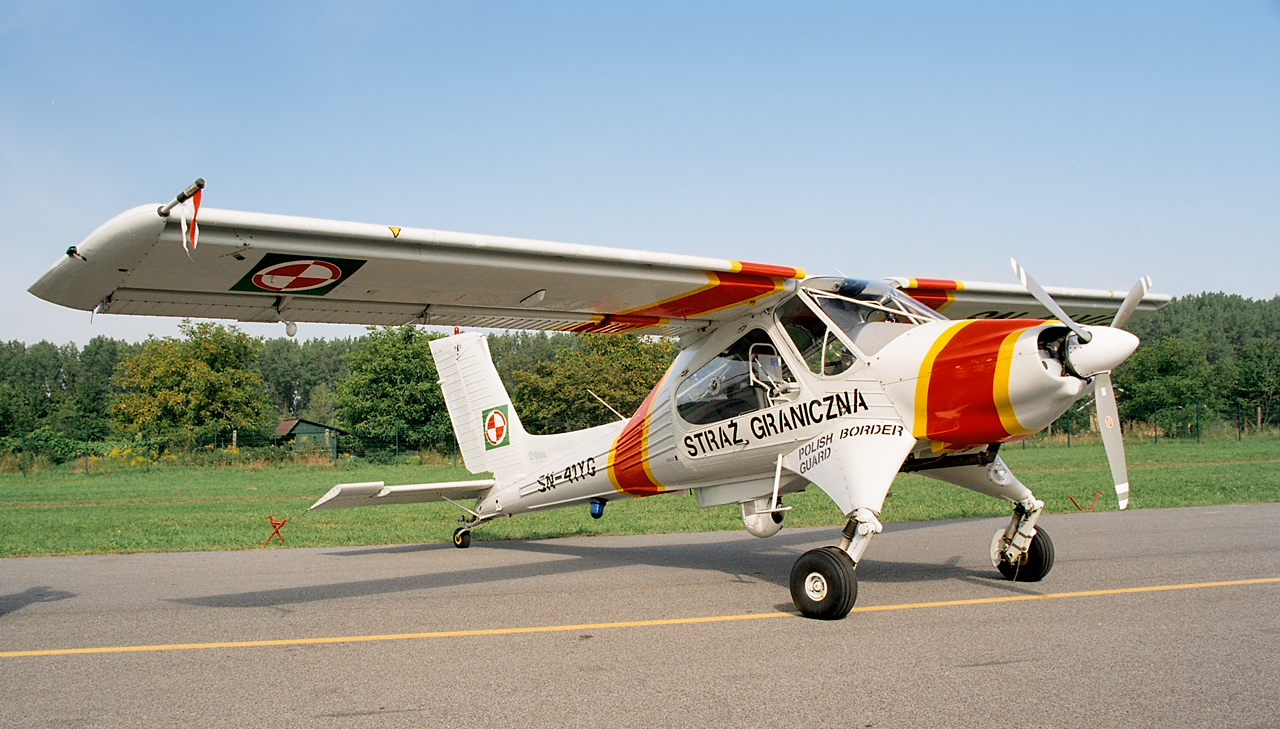
PZL-104M Wilga 2000 apartinand Pazei de Coasta Poloneze la Radom Air Show, 2005

- Volet fix de bord de atac- acesta se poate întinde pe toată suprafață bordului de atac al aripii sau doar pe o porțiune al acestuia-caz în care poartă denumirea de “Dinte de câine”, tradus din englezescul “Dogtooth” și poate reprezenta, fizic,  extensia acelei porțiuni de aripa sau poate fi separat de aripa, creând astfel o fanta între corpul voletului și bordul de atac al aripii-vezi avionul Wilga-35A.

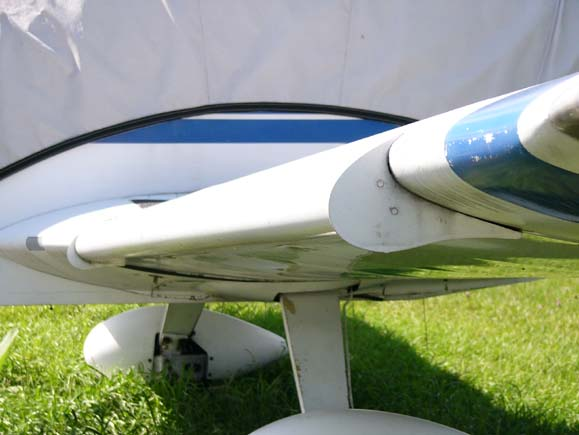
Manșon de aripa experimental la avionul American Aviation AA-1 Yankee

În această categorie intra și “manșonul de aripă” (engleza-wing cuff), care reprezintă un dispozitiv atașat pe “buza” aripii, având același efect ca și “Dintele de câine”. Această soluție tehnică este aplicată avioanelor de mici dimensiuni și de obicei are forma ușor curbată spre în jos (simulând un “slat” extins) ducând la creșterea eficientei aripii la viteze mici.

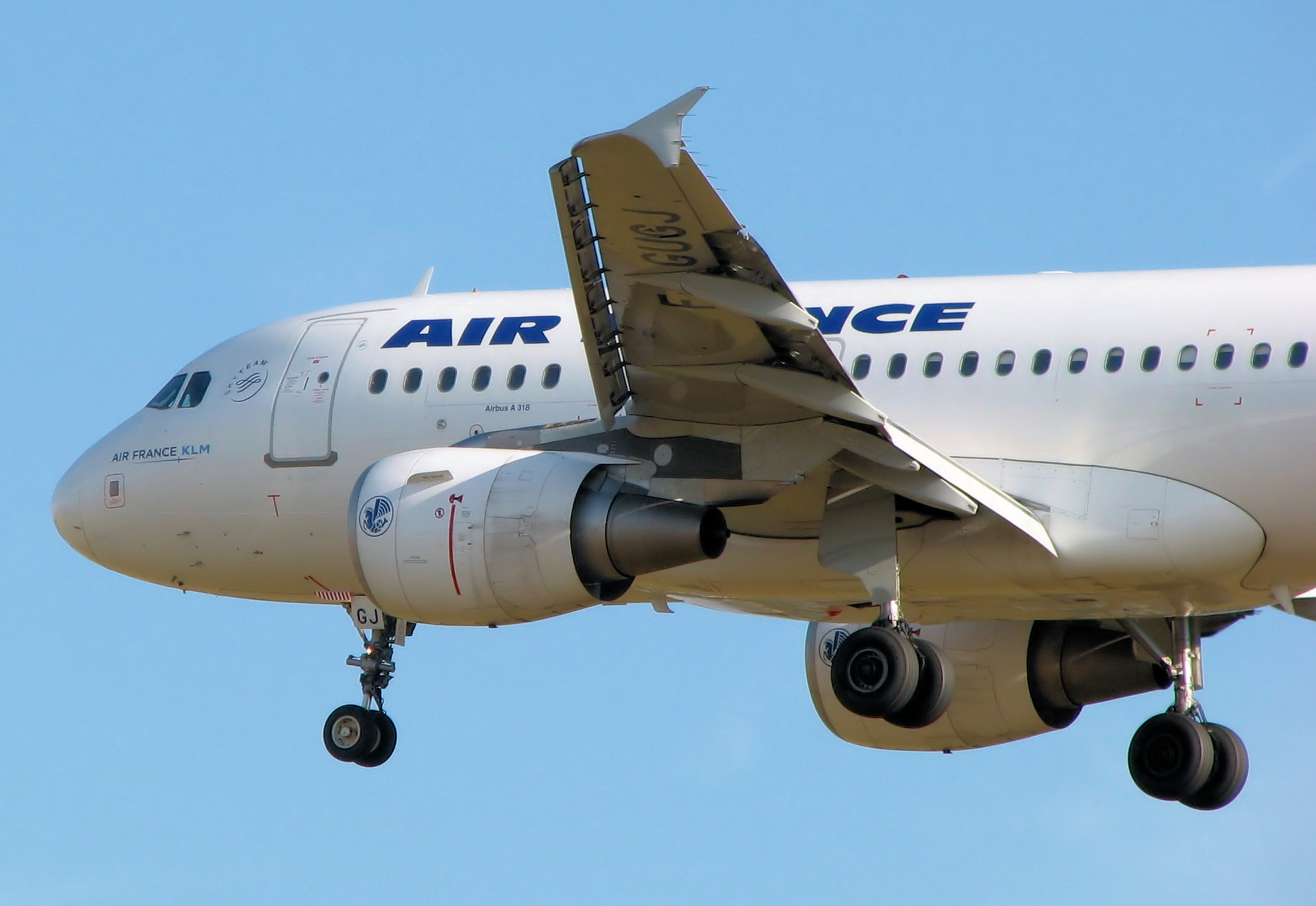
“Slat”-uri extinse laAirbus A318-100

- Volet mobil de bord de atac- acesta reprezintă un dispozitiv mobil care se extinde/retrage în funcție de evoluția și viteză aparatului de zbor, termenul utilizat în limba engleză fiind de “slat”.[2]. Acest tip de volet este acționat hidraulic, de obicei având una sau două poziții de extindere- extins parțial și extins complet.

### Extensia bordului de atac al aripii la încastrare

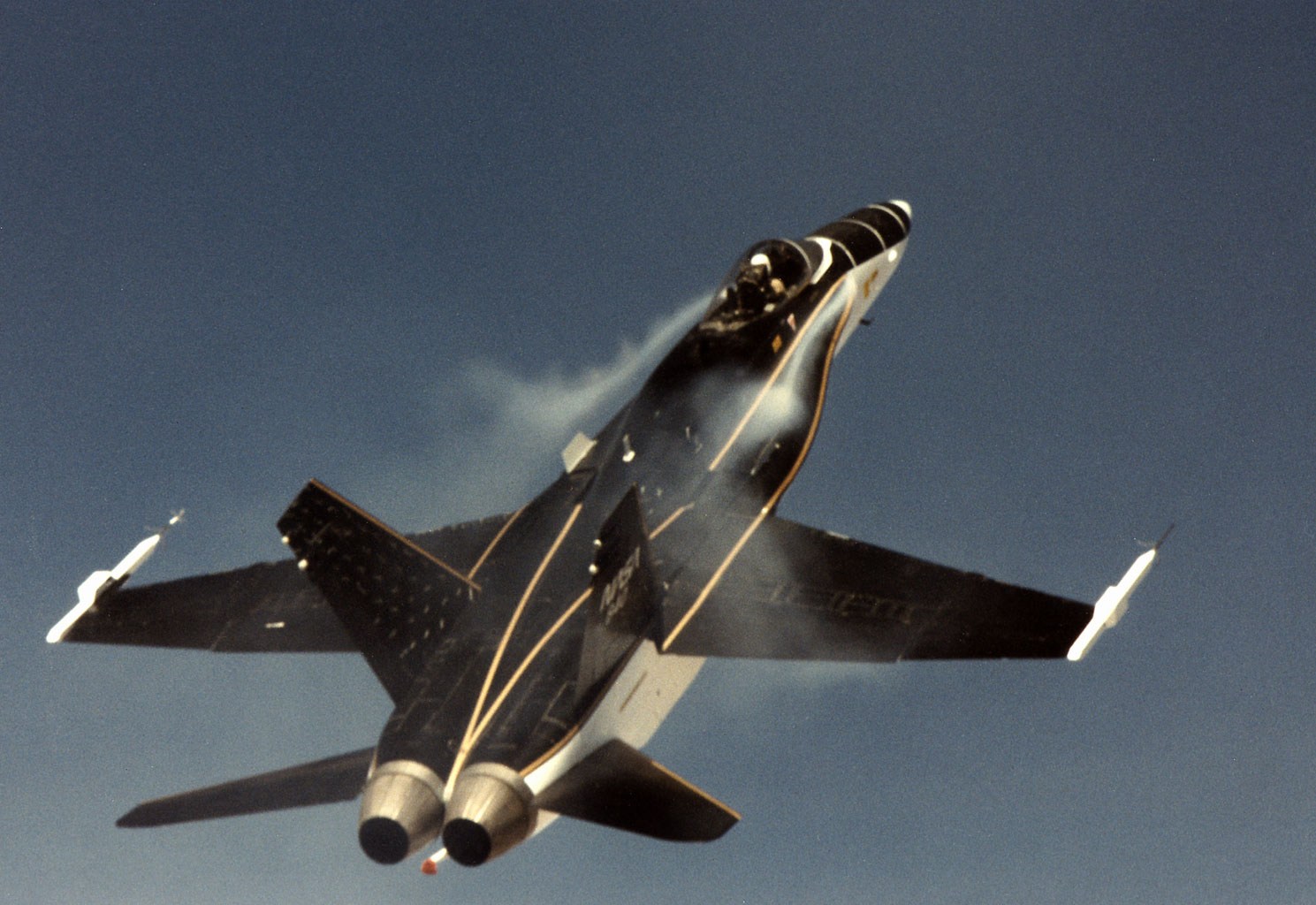
Turbioane de condens curgând peste extensiile LERX ale unuiF/A-18

O astfel de extensie a aripii, reprezintă o extindere spre în față a zonei de încastrare, extindere care are ca scop creșterea permanentă a suprafeței portante, lucru ce îmbunătățește atât caracteristicile de zbor în etapele critice de decolare/aterizare cât și caracteristicile de manevră a aparatelor.
În engleză, termenul utilizat este cel de LERX- Leading Edge Root Extension (Extinderea Bordului de Atac la Încastrare).